# Імені Дзержинського (селище)
Імені Дзержинського (рос. имени Дзержинского) — селище у Можайському районі Московської області Російської Федерації

## Розташування
Селище імені Дзержинського входить до складу міського поселення Можайськ, воно розташовано на схід від Можайська. Найближчі населені пункти Кожухово, Строїтель, Ченцово, Рильково. Найближча залізнична станція Можайськ.

## Населення
Станом на 2006 рік у селищі проживало 786 осіб, а в 2010 — 3003 особи.